# Dörvöljin
Dörvöljin (mongoliska: Дөрвөлжин Сум, Dorvoljin, Дөрвөлжин, Dorvoljin Sum) är ett distrikt i Mongoliet.   Det ligger i provinsen Dzavchan, i den västra delen av landet, 900 km väster om huvudstaden Ulaanbaatar.